# Erylus incrustans
Erylus incrustans är en svampdjursart som beskrevs av Marcus Lehnert och van Soest 1999. Erylus incrustans ingår i släktet Erylus och familjen Geodiidae.
Artens utbredningsområde är havet kring Jamaica. Inga underarter finns listade i Catalogue of Life.